# 신발 끈

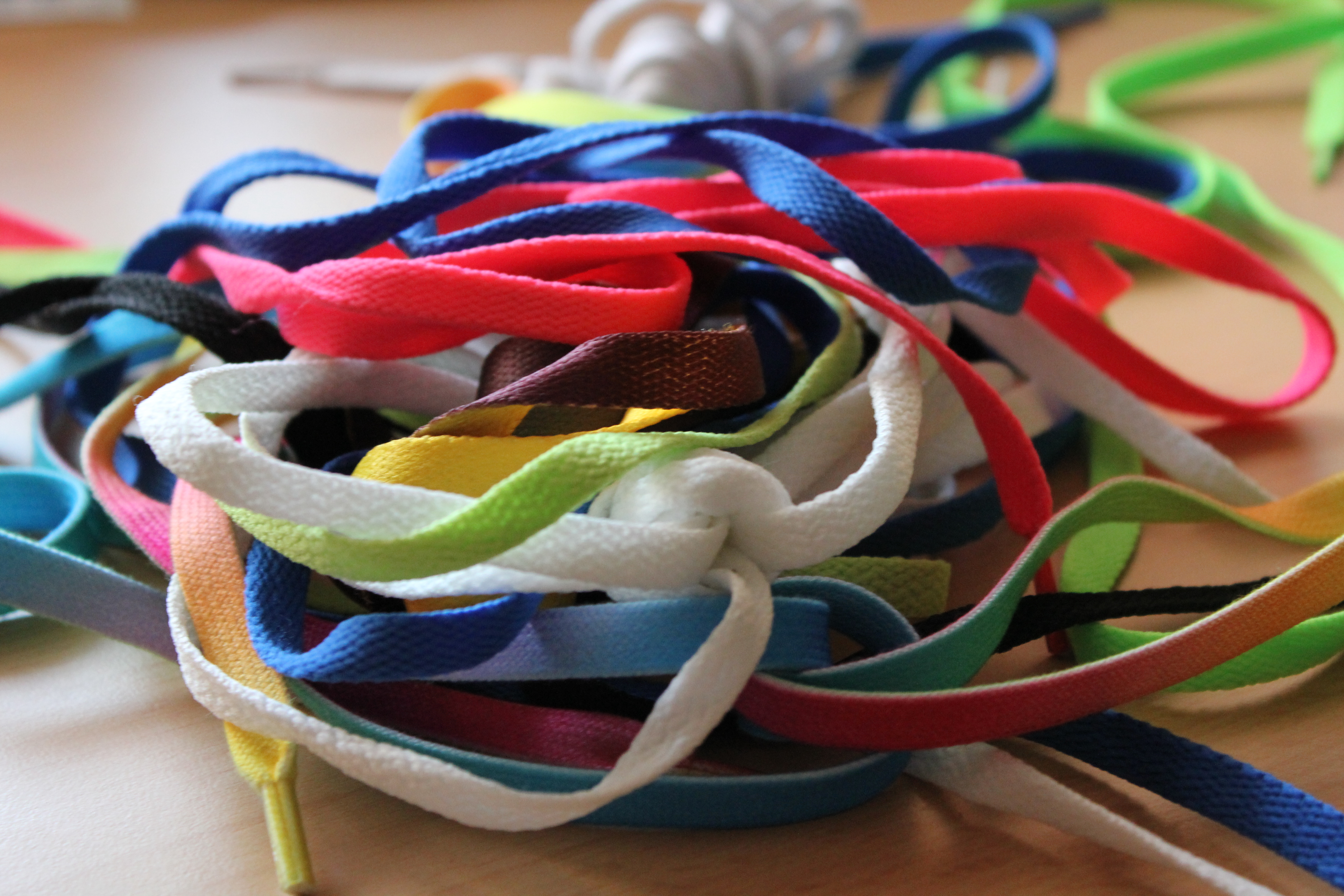
여러 신발 끈

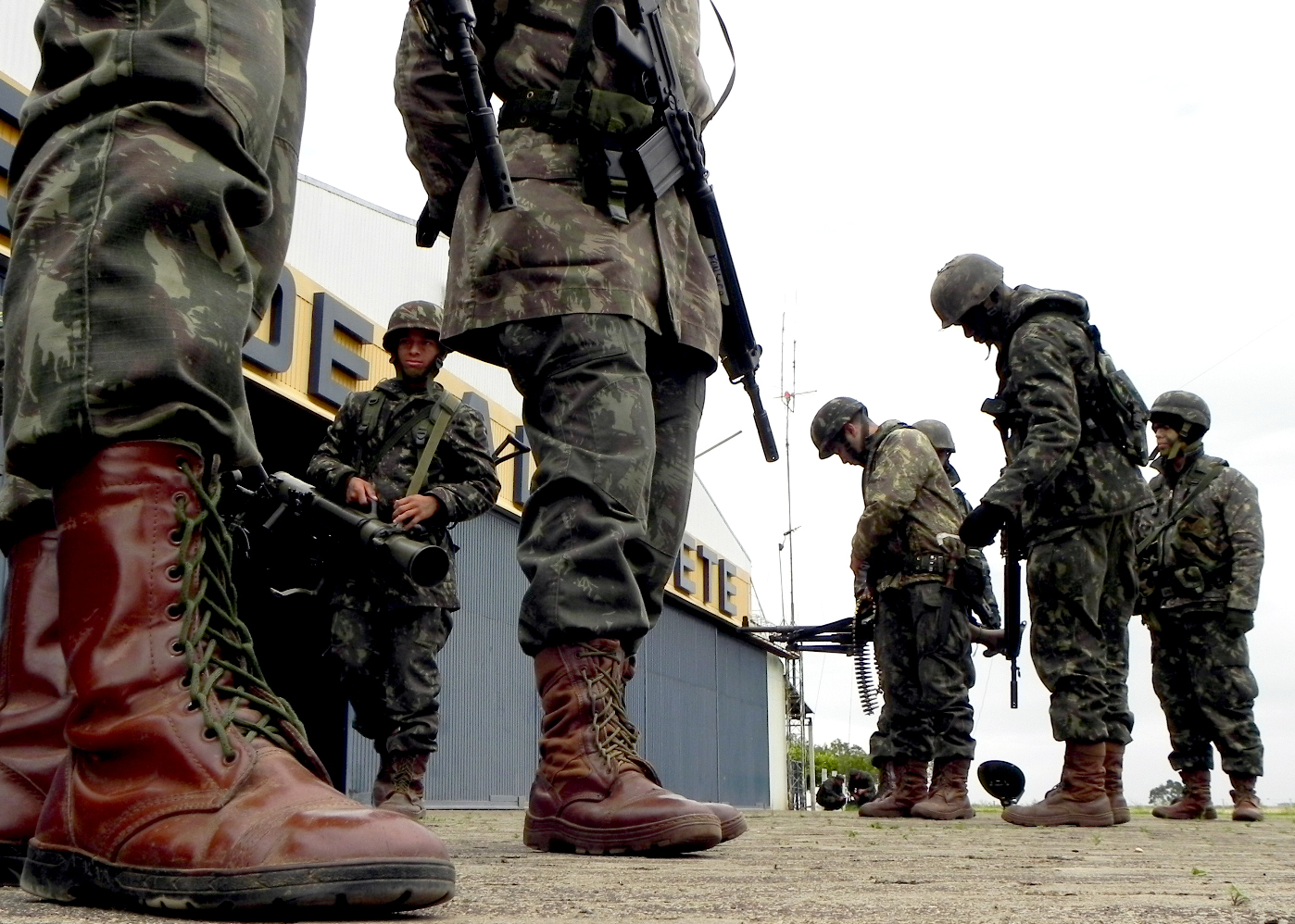
Cobwebbing

신발 끈은 신발이나 구두 따위를 묶기 위한 끈이다.

## 길이
길이의 경우 다음의 가이드를 사용할 수 있다.
| 구멍 수 | 길이 (cm) |
| ------- | --------- |
| 2       | 45        |
| 3       | 65        |
| 4       | 75–85     |
| 5       | 85–90     |
| 6       | 100       |
| 7       |           |
| 8       | 120       |
| 9       |           |
| 10      | 130       |
| 11      |           |
| 12      | 150       |
| 13      |           |
| 14      | 180       |
| 15      |           |
| 16      | 200       |

## 같이 보기
- 리본 매듭